# Canton i Enderbury

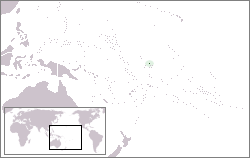
Położenie

Canton i Enderbury – dwa atole koralowe: Canton (obecnie Kanton) oraz Enderbury leżące w grupie Wysp Feniks, położone w Oceanii, pośrodku Pacyfiku, ok. 3000 km na południe od stolicy Hawajów – Honolulu
Wyspy miały istotne znaczenie jako baza wojskowa, zarówno dla marynarki jak i lotnictwa, ze względu na ich położenie między USA, Australią i Filipinami. Na tym tle pojawił się spór brytyjsko-amerykański o te wysepki. Wielka Brytania rościła sobie do nich pretensje od 1892 r., podczas gdy Stany Zjednoczone oficjalnie zadeklarowały, że wyspy te podlegają ich suwerenności. W 1938 obie strony zawarły porozumienie, na mocy którego wzajemnie uznały swoje prawa do wspólnego korzystania z wysp Kanton i Enderbury w zakresie komunikacji i handlu. W latach 1939–1979 obie wyspy stanowiły kondominium amerykańsko-brytyjskie, następnie weszły w skład państwa Kiribati. Obecnie są niezamieszkane.